# Imagine Dragons
Imagine Dragons er et amerikansk band, bosat i Las Vegas, Nevada i USA. Bandet består af Ben McKee, Dan Reynolds, og Daniel Wayne Sermon.
Bandets store hits er blandt andet: "Radioactive", "It's Time", "Demons", "I Bet My Life", "Believer", "Thunder", "Whatever It Takes". Siden mega hittet "Radioactive", har bandet oplevet stor succes og fremgang i fans.[kilde mangler]

## Historie

### 2008-2011
Bandet opstod i 2008 og består af fire medlemmer. Imagine Dragons er et anagram, men det er dog ukendt hvad betydningen er. Dette ved kun gruppens medlemmer.

### 2011 - 2012
I november 2011 fik de en kontrakt med Interscope Records. 4. september 2012 udgav de deres første album Night Visions, med megahittet Radioactive.

### 2012 - 2015
17. februar 2015 udgav De deres andet album, Smoke + Mirrors.

### 2015 - 2017
De udgav sangen "Not Today" til filmen Mig Før Dig, den 28. april 2016. Senere kom sangen "Sucker For Pain" med Lil Wayne, Wiz Khalifa, Logic, Ty Dollar Sign, og X Ambassadors, til filmen Sucide Squad. 28. november udgav De sangen "Levitate" til filmen Passengers.
23. juni 2017 udgav De deres tredje album Evolve.[kilde mangler]

### 2018
21. februar udgav De deres næste singel "Next To Me"
14. juni udgav De i samarbejde med Kygo sangen "Born To Be Yours"
16. juli udgav De sangen "Natural". I starten af sangen får man lidt fornemmelsen af et af Deres tidligere hits, Radioactive.
9. november lancerede De deres fjerde album, Origins.

### Night Visions Tour
Fra oktober 2012 til august 2014, rejste bandet verden rundt på deres Night Visions Tour. De har bl.a. gæstet Danmark 16. april 2013, I Store Vega, Northside 2013 og Falconer Salen 4. november 2013.[kilde mangler]

## Medlemmer
- Dan Reynolds, trommer, sanger (2008-nu)
- Daniel Wayne Sermon, guitar, baggrundssanger (2009-nu)
- Ben McKee, bas, bagrundssanger (2009-nu)

### Tidligere medlemmer
- Andrew Tollman, trommer, sanger (2008-2011)
- Brittany Tollman, klaver, sanger (2008-2011)
- Daniel Platzman, trommer, baggrundssanger (2011-2023)

## Diskografi
Studiealbums
- Night Visions (2012)
- Smoke + Mirrors (2015)
- Evolve (2017)
- Origins (2018)
- Mercury – Act 1 (2021)
- Mercury – Act 2 (2022)
- Loom (2024)

EP'er
- Speak to Me (2008)
- Imagine Dragons (2009)
- Hell and Silence (2010)
- It's Time (2011)
- Continued Silence (2012)
- Hear Me (2012)
- The Archive EP (2013)
- iTunes Session (2013)
- Spotify session (2015)